# Roberta Quaglia
Roberta Quaglia (1952) è un'ex sciatrice alpina italiana naturalizzata sammarinese dalla stagione 1972-1973.

## Biografia
Sciatrice polivalente, Roberta Quaglia vinse la medaglia d'argento nello slalom gigante e qualle di bronzo nella combinata ai Campionati italiani 1972; in Coppa del Mondo ottenne un solo piazzamento, il 24 gennaio 1974 a Badgastein in slalom speciale (19ª). Non prese parte a rassegne olimpiche o iridate.

## Palmarès

### Campionati italiani
- 2 medaglie[2]:
  - 1 argento (slalom gigante nel 1972)
  - 1 bronzo (combinata nel 1972)